# Aleksander Fjeld Andersen
Aleksander Fjeld Andersen (* 15. April 1997 in Oslo) ist ein ehemaliger norwegischer Biathlet. Er startete von 2019 bis zu seinem Karriereende unregelmäßig im Weltcup, feierte seine Erfolge aber vor allem im IBU-Cup, wo er insgesamt acht Wettkämpfe für sich entscheiden konnte.

## Sportliche Laufbahn
Aleksander Fjeld Andersen feierte seine ersten Erfolge beim Olympischen Jugendfestival 2015 in Bürserberg, als er die Bronzemedaille in Verfolgung und mit Mathea Tofte, Karoline Erdal und Sturla Holm Lægreid die Goldmedaille in der Mixedstaffel gewann. 2016 nahm er an den Jugendweltmeisterschaften in Cheile Grădiștei teil, wo er Silber im Einzelrennen und gemeinsam mit Endre Strømsheim und Harald Øygard Gold im Staffelrennen ergatterte. Im folgenden Winter startete der Norweger erstmals bei Rennen im Rahmen des IBU-Cups, bereits bei seinem zweiten Start gelang ihm mit einem achten Platz beim Sprint in Beitostølen eine Top-10-Platzierung. 2017 nahm er an den Juniorenweltmeisterschaften teil, verpasste in den Einzelrennen die Top 10, konnte aber mit der Staffel die Silbermedaille gewinnen. Nach einem Winter ohne internationale Wettkämpfe ging Andersen ab der Saison 2018/19 regelmäßig im IBU-Cup an den Start. Seine erste Podiumsplatzierung erreichte er, als er im März 2019 beim Sprint in Martell Dritter wurde. Sein erster Sieg gelang ihm am Ende desselben Jahres beim Sprint von Obertilliach. Im Dezember 2019 wurde Andersen zum ersten Mal für Rennen im Weltcup nominiert und erzielte in Hochfilzen in Sprint- und Verfolgungsrennen mit den Rängen 33 und 27 auf Anhieb Weltcuppunkte. Er nahm auch an den Europameisterschaften 2020 in Minsk teil und gewann – gemeinsam mit Åsne Skrede, Ida Lien und Sivert Bakken – Bronze im Staffelrennen sowie Bronze im Sprint.

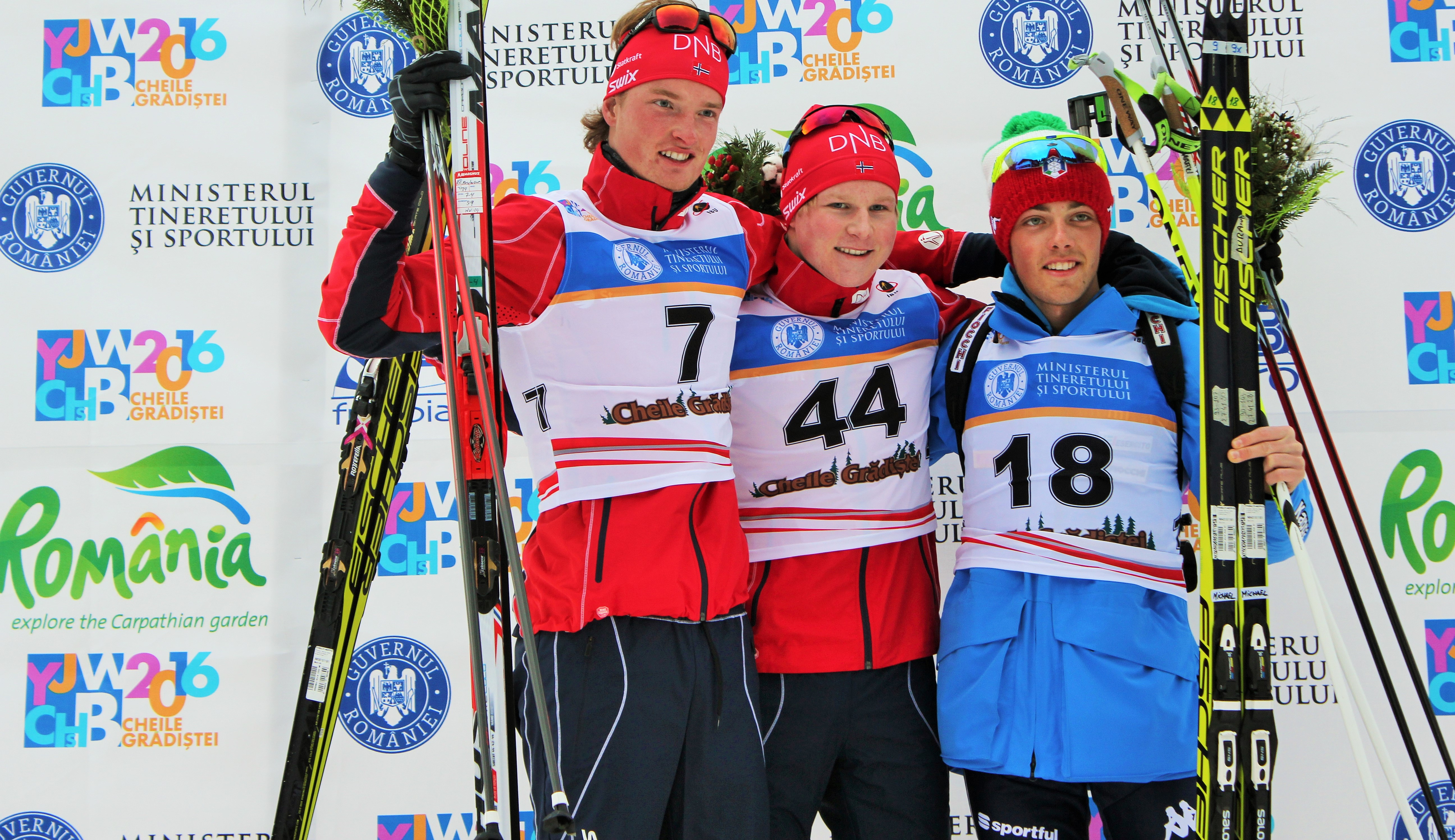
Andersen (links) nach dem Einzelwettkampf bei der Jugend-WM 2016

Im Dezember 2020 lief der Norweger, erneut in Hochfilzen, zweimal unter die besten 25 und erreichte als Folge dessen seinen ersten Massenstart, den er nach 19 Treffern auf Platz zwölf abschloss. Nachdem er im weiteren Saisonverlauf im IBU-Cup lief und dort insgesamt acht Podestplätze – darunter auch zwei Siege – einfuhr, belegte er am Saisonende den vierten Rang in der IBU-Cup-Rangliste. Daraufhin nahm er am Weltcupfinale in Östersund teil und belegte in Sprint, Verfolgung und Massenstart die Ränge 16, 22 und 15. Trotz seiner Erfolge im Vorjahr bekam Andersen auch in der Saison 2021/22 nur vereinzelte Einsätze im Weltcup. Dabei überzeugte er zunächst in Ruhpolding mit Platz 11 im Sprint, am Saisonende lief er auch in Oslo auf der höchsten Rennebene und realisierte mit einem neunten und einem achten Rang seine ersten Top-10-Resultate. Den Großteil des Winters bestritt der Norweger allerdings im IBU-Cup, siegte in Idre, Osrblie und Nové Město jeweils einmal im Sprint und nahm an den Europameisterschaften teil, wo er die besten 20 in sämtlichen Wettkämpfen verpasste. National sicherte er sich im März 2022 jeweils eine Silber- und Bronzemedaille. Auch 2022/23 war Andersen permanenter Teil des IBU-Cup-Teams, erzielte insgesamt dreizehn Top-10-Plätze und sicherte sich am Saisonende in Canmore den Sieg im Massenstart sowie mit der Mixedstaffel. Daher bekam er für das Wochenende von Östersund wieder einen Weltcupeinsatz und lief im Massenstart mit Rang sechs zu seinem besten Ergebnis auf dieser Ebene. Seine letzten Rennen bestritt der Norweger bei den nationalen Meisterschaften 2023, wo er mit seinem Bruder Filip, Vetle Paulsen und Vetle Sjåstad Christiansen im Staffelbewerb die Silbermedaille gewann.
Nachdem er im Zuge der Kadereinteilung des norwegischen Teams für die Saison 2023/24 weder für die A-, noch für die B-Nationalmannschaft nominiert wurde, gab Aleksander Fjeld Andersen im Mai 2023 sein Karriereende bekannt.

## Persönliches
Andersen stammt aus Geilo. Sein zwei Jahre jüngerer Bruder Filip war ebenfalls als Biathlet aktiv.

## Statistiken

### Weltcupplatzierungen
Die Tabelle zeigt alle Platzierungen (je nach Austragungsjahr einschließlich Olympische Spiele und Weltmeisterschaften).
- 1.–3. Platz: Anzahl der Podiumsplatzierungen
- Top 10: Anzahl der Platzierungen unter den ersten zehn (einschließlich Podium)
- Punkteränge: Anzahl der Platzierungen innerhalb der Punkteränge (einschließlich Podium und Top 10)
- Starts: Anzahl gelaufener Rennen in der jeweiligen Disziplin
- Staffel: inklusive Mixed- und Single-Mixed-Staffeln

| Platzierung | Einzel | Sprint | Verfolgung | Massenstart | Staffel | Gesamt |
| ----------- | ------ | ------ | ---------- | ----------- | ------- | ------ |
| 1. Platz    |        |        |            |             |         |        |
| 2. Platz    |        |        |            |             |         |        |
| 3. Platz    |        |        |            |             |         |        |
| Top 10      | 1      | 1      | 1          | 1           | 1       | 5      |
| Punkteränge | 1      | 6      | 7          | 4           | 1       | 19     |
| Starts      | 2      | 11     | 7          | 4           | 1       | 25     |

### Weltcupwertungen
Ergebnisse bei Weltcups (Disziplinen- und Gesamtweltcup) gemäß Punktesystem.
| Saison  | Einzel | Einzel | Sprint | Sprint | Verfolgung | Verfolgung | Massenstart | Massenstart | Gesamt | Gesamt |
| Saison  | Platz  | Punkte | Platz  | Punkte | Platz      | Punkte     | Platz       | Punkte      | Platz  | Punkte |
| ------- | ------ | ------ | ------ | ------ | ---------- | ---------- | ----------- | ----------- | ------ | ------ |
| 2019/20 | –      | –      | 74.    | 8      | 46.        | 27         | –           | –           | 65.    | 35     |
| 2020/21 | –      | –      | 50.    | 42     | 41.        | 37         | 25.         | 55          | 39.    | 134    |
| 2021/22 | –      | –      | 32.    | 77     | 35.        | 67         | 37.         | 21          | 34.    | 165    |
| 2022/23 | 33.    | 31     | –      | –      | –          | –          | 27.         | 40          | 49.    | 71     |

### Jugend-/Juniorenweltmeisterschaften
| Weltmeisterschaften | Weltmeisterschaften | Einzel | Sprint | Verfolgung | Staffel |
| Jahr                | Ort                 | Einzel | Sprint | Verfolgung | Staffel |
| ------------------- | ------------------- | ------ | ------ | ---------- | ------- |
| 2016                | Cheile Grădiștei    | 2.     | 4.     | 4.         | 1.      |
| 2017                | Osrblie             | 12.    | 17.    | 11.        | 2.      |

### IBU-Cup-Siege
| Nr. | Datum         | Ort          | Disziplin              |
| --- | ------------- | ------------ | ---------------------- |
| 1.  | 20. Dez. 2019 | Obertilliach | Sprint                 |
| 2.  | 14. Jan. 2021 | Arber        | Sprint                 |
| 3.  | 14. März 2021 | Obertilliach | Single-Mixed-Staffel 1 |
| 4.  | 27. Nov. 2021 | Idre         | Sprint                 |
| 5.  | 8. Jan. 2022  | Osrblie      | Sprint                 |
| 6.  | 5. Feb. 2022  | Nové Město   | Sprint                 |
| 7.  | 28. Feb. 2023 | Canmore      | Massenstart 60         |
| 8.  | 4. März 2023  | Canmore      | Mixedstaffel 2         |